# 키프로스의 역사
이 문서는 키프로스의 역사를 기술한다.
키프로스에 인간이 거주하기 시작한 것은 구석기 시대로 거슬러 올라간다. 키프로스의 지리적 위치로 인해 이 섬은 수천 년 동안 서로 다른 동지중해 문명의 영향을 받았다.